# Daniela Maier
Daniela Maier, née le 4 mars 1996 à Furtwangen im Schwarzwald, est une skieuse acrobatique autrichienne spécialiste du skicross.

## Carrière
À ses débuts, Maier participe à des compétitions juniors de ski alpin à partir 2012 puis se consacre au ski cross fin 2013. Elle participe aux championnats du monde juniors de ski acrobatique FIS 2015 et a remporté une médaille d'argent dans l'épreuve de ski cross.
Maier fait ses débuts en coupe du monde de freestyle en décembre 2015 et elle enregistre son meilleur résultat avec une huitième place à San Candido. Au cours de la saison de coupe du monde 2016/17, elle a terminé six fois parmi les dix premières avec un premier podium en décembre 2016 à Val Thorens. Lors de l'entraînement en février 2017, elle se blesse gravement au genou et doit subir trois interventions chirurgicales l'obligeant à faire l'impasse sur la saison 2017/18.
Lors de sa saison de retour 2018/19, Maier termine deux fois dans le top dix et termine onzième aux championnats du monde 2019 à Park City. À l'hiver 2019/20 suivant, elle s'illustre avec deux troisièmes places.
Elle participe aux épreuves de ski cross aux Jeux olympiques d'hiver de 2022 à Pékin : elle atteint la finale et termine à la quatrième place, cependant, Fanny Smith reçoit un carton jaune et Maier remporte alors la médaille de bronze.
Le 26 février 2022, à la suite d'un recours de Swiss-Ski, la commission d’appel de la FIS décide d'attribuer la 3e place du ski-cross féminin à la Suisse Fanny Smith, replaçant ainsi l'Allemande à la 4e place.
En raison des circonstances particulières et éprouvantes ainsi que du caractère unique du cas, un accord a été trouvé entre toutes les parties dans le cadre d’une procédure à l’amiable auprès du Tribunal Arbitral du Sport (sous la direction de l’arbitre unique Ulrich Haas). La Fédération internationale de ski et de snowboard (FIS) a modifié le classement et placé les deux athlètes à la troisième place.
Le Comité International Olympique a par conséquent accepté de suivre le nouveau classement FIS et d’attribuer les médailles en fonction.
Les deux athlètes, Swiss-Ski, la Fédération allemande de ski ainsi que Swiss Olympic et le Comité olympique allemand sont tous tombés d’accord. Cette entente met donc fin au litige et les athlètes peuvent désormais se concentrer sur leur sport et sur la nouvelle saison en cours.
Les athlètes saluent le fait que la FIS ait pris en compte cette situation exceptionnelle et ait permis une solution portée par l’esprit du sport. De son côté, la FIS exprime aux athlètes sa reconnaissance pour leurs efforts, remarquables et déterminés, afin de résoudre cette affaire dans un esprit de fair-play.

## Palmarès

### Jeux olympiques
| Édition/Discipline | Skicross                            |
| JO 2022 ( Pékin)   | Médaille de bronze, Jeux olympiques |

### Championnats du monde
| Édition/Discipline          | Skicross                  |
| Mondiaux 2019 ( Park City)  | 9e                        |
| Mondiaux 2021 ( Idre Fjäll) | -                         |
| Mondiaux 2025 ( Engadine)   | Médaille de bronze, monde |

### Coupe du monde
- Meilleur classement général : 28e en 2020.
- Meilleur classement en ski cross : 2e en 2025.
- 17 podiums dont 4 victoires.

#### Détails des victoires
| Épreuve / Édition | Ski Cross                 | Total |
| ----------------- | ------------------------- | ----- |
| 2023-2024         | Val Thorens               | 1     |
| 2024-2025         | San Candido x2 Idre Fjäll | 3     |